# Neuillé-le-Lierre
Neuillé-le-Lierre è un comune francese di 758 abitanti situato nel dipartimento dell'Indre e Loira nella regione del Centro-Valle della Loira.

## Società

### Evoluzione demografica
Abitanti censiti